# Posse de Itamar Franco
Itamar Franco foi empossado como presidente do Brasil em 29 de dezembro de 1992, após o processo de impeachment do então presidente Fernando Collor de Mello, haja vista que a Constituição Federal previa que, caso o presidente eleito fosse impossibilitado de atuar, o vice-presidente assumiria como o chefe de governo da nação. 

## A cerimônia de posse
A cerimônia de posse iniciou-se por volta das 13h do horário local, quando o presidente do Senado Federal, Mauro Benevides, iniciou a sessão no Congresso Nacional. Pouco depois, Itamar Franco chegou à localidade para dar abertura ao processo de posse conforme os termos da Constituição Federal. Após o cumprimento dos atos cerimoniais, Itamar assinou o termo de posse, firmando-se de facto como presidente do Brasil e decretando o fim do governo Collor.
O evento, que geralmente costuma durar pelo menos 30 minutos, foi praticado em pouco mais de 20 minutos, até em razão de os atos cerimoniais não serem tão abrangentes nas posses nas quais o presidente vai cumprir o seu primeiro mandato e não está assumindo como vice-presidente, como foi o caso de Itamar e Michel Temer.  Ele assumiu às 10h27. A festa foi curta e não contou com a presença de nenhum governador. Apenas dois representantes do PT apareceram, Eduardo Jorge e João Paulo Pires. Sua nomeação foi entregue pelo senador Dirceu Carneiro (PSDB-SC). A posse foi comedida e houve uma grande presença de mineiros, o que levou a imprensa a apelidar o novo governo de República do Pão de Queijo. A acessoria de Itamar afirmou que o presidente ficou ressentido pela ausência de Collor.

## Discurso de posse
Na sua posse, Itamar fez um breve discurso no plenário da Câmara dos Deputados, no qual enfatiza a situação financeira crítica em que o Brasil estava e os casos de corrupção crescentes, o que tem direta ligação com o impeachment de Fernando Collor. 

## Transmissão
A cerimônia foi transmitida ao vivo pela Globo e pela TV Senado. [carece de fontes?]